# Tibouchina alata
Tibouchina alata är en tvåhjärtbladig växtart som beskrevs av Célestin Alfred Cogniaux. Tibouchina alata ingår i släktet Tibouchina och familjen Melastomataceae. Inga underarter finns listade i Catalogue of Life.